# Talassa (política)
Talassa era, em Portugal, um apoiante do governo de João Franco, no reinado de D. Carlos I; após a Implantação da República em 1910, passou a ser todo o opositor à Primeira República Portuguesa, sobretudo monárquicos. Mais tarde foi fundado um jornal humorístico, dessa mesma linha política, designado O Thalassa.

## Origem do termo
A expressão "Talassa" (do grego antigo θάλασσα [thálassa], "mar") surgiu no contexto político português em 1907, quando a comunidade portuguesa no Brasil enviou uma grandiosa mensagem de apoio a João Franco, cujo governo ditatorial tentava estabilizar o país em meio à crise governativa da época. Na carta, assinada por 30 mil portugueses e entregue num estojo luxuoso, os autores exaltaram a chegada do governo Franco como uma espécie de salvação, utilizando a expressão "Talassa! Talassa! O mar! O mar!", em referência ao grito de vitória dos soldados de Xenofonte ao avistarem o mar, que simbolizava a segurança após uma longa e perigosa jornada. A mensagem, após alongados elogios à obra redentora do presidente do conselho, terminava assim:
| “ | Talassa! Talassa! O mar! O mar! Eis o grito de entusiasmo com que os de Xenofonte saudaram, no ponto Euxino, a redenção. Um governo! Um governo! Eis o brado uníssono com que Portugal […] saúda, felicitando-se com V. Exa. a redenção no governo de Franco Castelo Branco | ” |

A linguagem exagerada e alegórica da mensagem foi amplamente ridicularizada pela imprensa e pelos opositores do regime, que viam nela um símbolo da grandiloquência vazia e do conservadorismo dos apoiantes de Franco. Desde então, "Talassa" passou a designar ironicamente um apoiante do governo franquista. Com a instauração da República em 1910, o termo foi pejorativamente associado aos opositores da república, sobretudo a monárquicos, permanecendo no vocabulário político português como uma expressão de crítica ao tradicionalismo político.